# Мартин тонкодзьобий
Мартин тонкодзьобий , морський голубок (Chroicocephalus genei) — птах родини мартинових. Гніздиться колоніями на морському узбережжі Євразії з теплим кліматом. В Україні гніздовий, перелітний, зрідка зимуючий вид.

## Опис

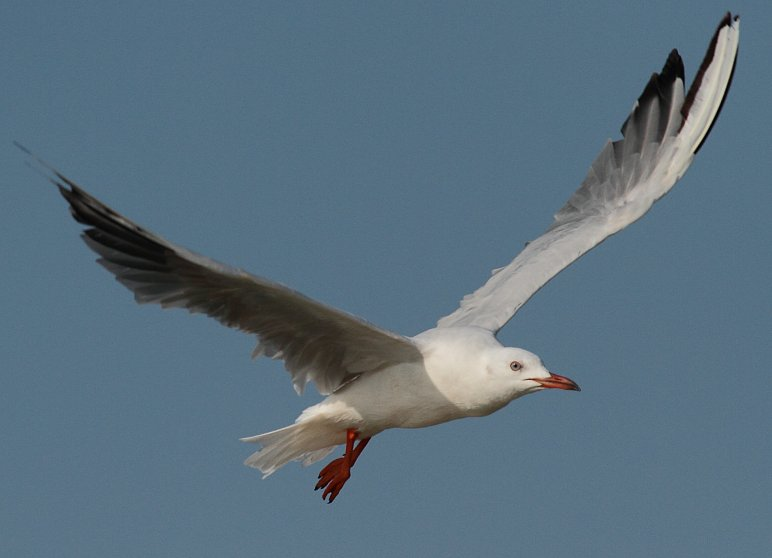
Дорослий птах у польоті

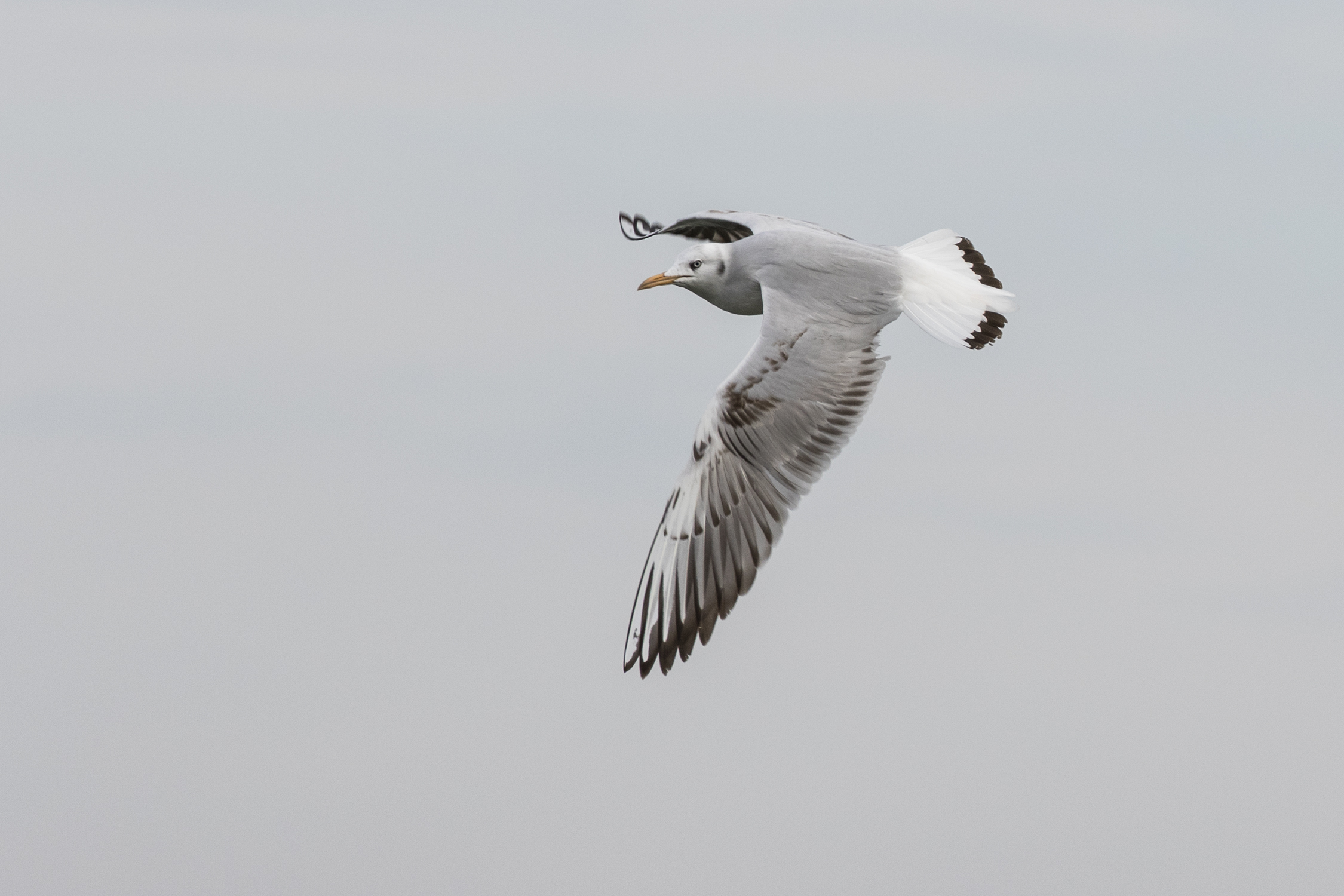
Молодий птах у польоті

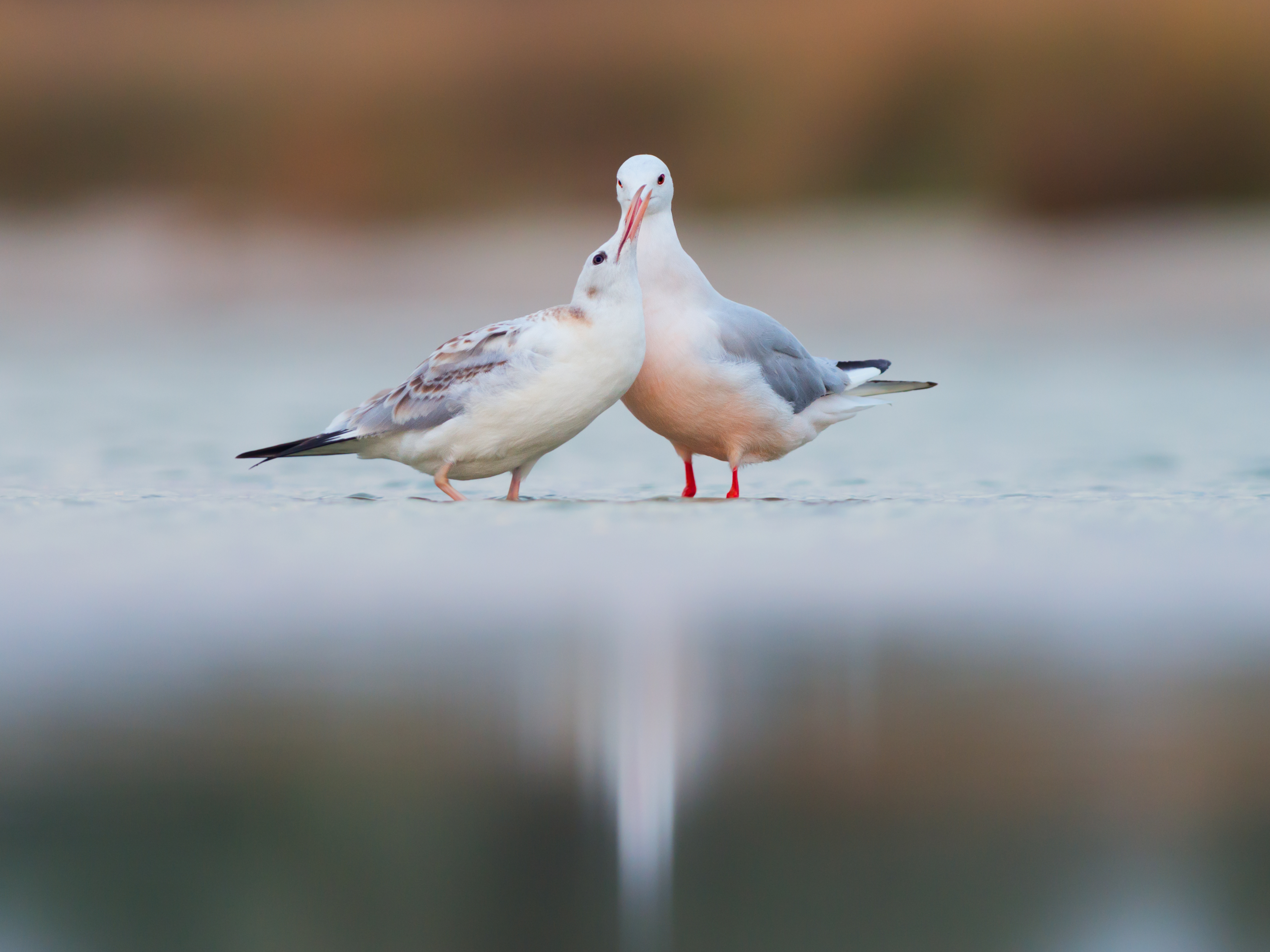
Мартини тонкодзьобі в національному природному парку «Білобережжя Святослава»

Трохи більший за мартина звичайного. Маса тіла 300—400 г, довжина тіла 42-44 см, розмах крил 102—110 см. У дорослого птаха в шлюбному вбранні спина і крила сірі; решта оперення біла, з рожевим відтінком знизу на тулубі; по передньому краю першорядних махових пер та по їх покривних проходить широка біла смуга; кілька крайніх першорядних махових пер зверху мають чорну верхівку, а знизу, крім перших трьох, майже цілком бурі; дзьоб червоний, від світлого до темного; навколоочне кільце і ноги темно-червоні; райдужна оболонка ока білувата, жовтувата або сірувата; у позашлюбному оперенні рожевого відтінку нема; за очима темні плями. У молодого птаха на білій голові буруваті плями; пера спини і плечі, а також верхні покривні пера крил, крім сірих великих покривних, бурі, зі світлою облямівкою; ноги і дзьоб тілесного кольору; райдужна оболонка ока коричнева; навколоочного кільця нема; взимку першого року життя спина і плечі сірі.
Від інших мартинів відрізняється довшим і тоншим дзьобом; крім того, дорослий птах від дорослого звичайного мартина у позашлюбному оперенні — відсутністю бурих плям на тім'ї, а в шлюбному — білою головою; від дорослого сизого мартина — широкою білою смугою на передньому краї крил, а в шлюбний період — також рожевим відтінком грудей; молодий від молодого звичайного мартина — світлішим верхом та меншою плямистістю на голові.

## Поширення та місця існування
Ареал охоплює південне узбережжя Середземного моря, південний захід Піренейського півострова, Егейське та Червоне море, Перську затоці, узбережжя Чорного та Каспійського морів, Малу Азію, Іран, узбережжя Пакистану.
В Україні гніздиться у Причорномор'ї та на Сиваші; взимку трапляється переважно біля південного узбережжя Криму.
Більшість птахів мігрують на зимівлю на південь в Північну Африку, Індію, а частина — в Західну Європу.
Гніздові колонії нараховують від кількох десятків птахів до десятка тисяч пар розташовуються виключно на островах, де ці мартини обирають знижені солончакові ділянки, вкриті солонцем трав'янистим, содником (Suaeda maritima) і обіоною (Obione verrucifera); за нестачі місць для гніздування частина гнізд будується на голих, позбавлених рослинності плямах солончаків, які чергуються з місцями, що заросли названими вище рослинами. Острови можуть бути або материкового, або наносного походження. Одні й ті ж місця за сприятливих умов тонкодзьобі мартини можуть заселяти протягом десятків років, у той же час окремі поселення можуть існувати один або декілька сезонів.

## Чисельність
Світова популяція нараховує 310-380 тис. особин. Чисельність в Європі оцінена в 37—56 тис. пар, в Україні — 25—40 тис. пар. Зимує в Європі понад 4000 особин.

## Гніздування

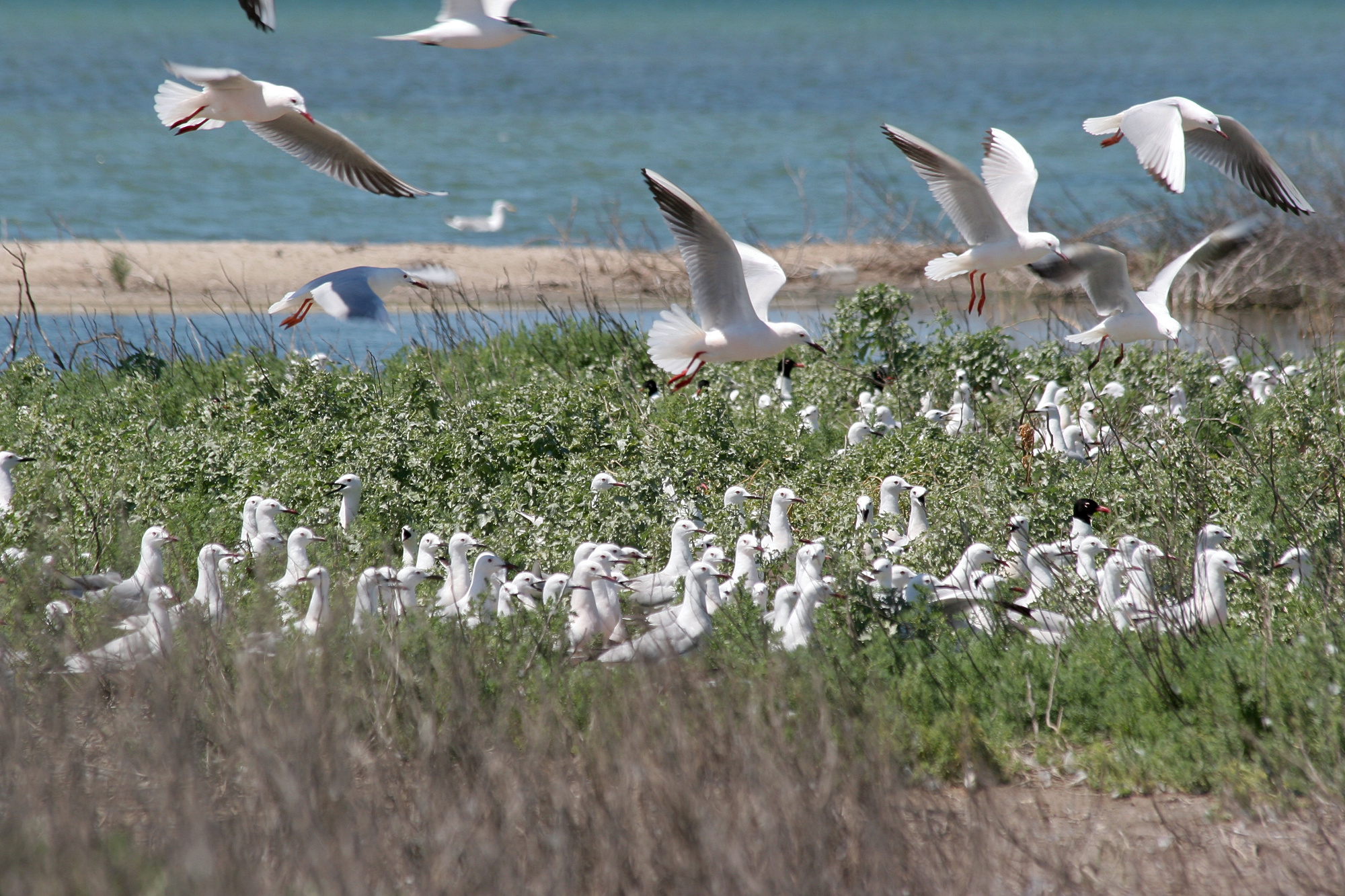
Дорослі птахи в колонії

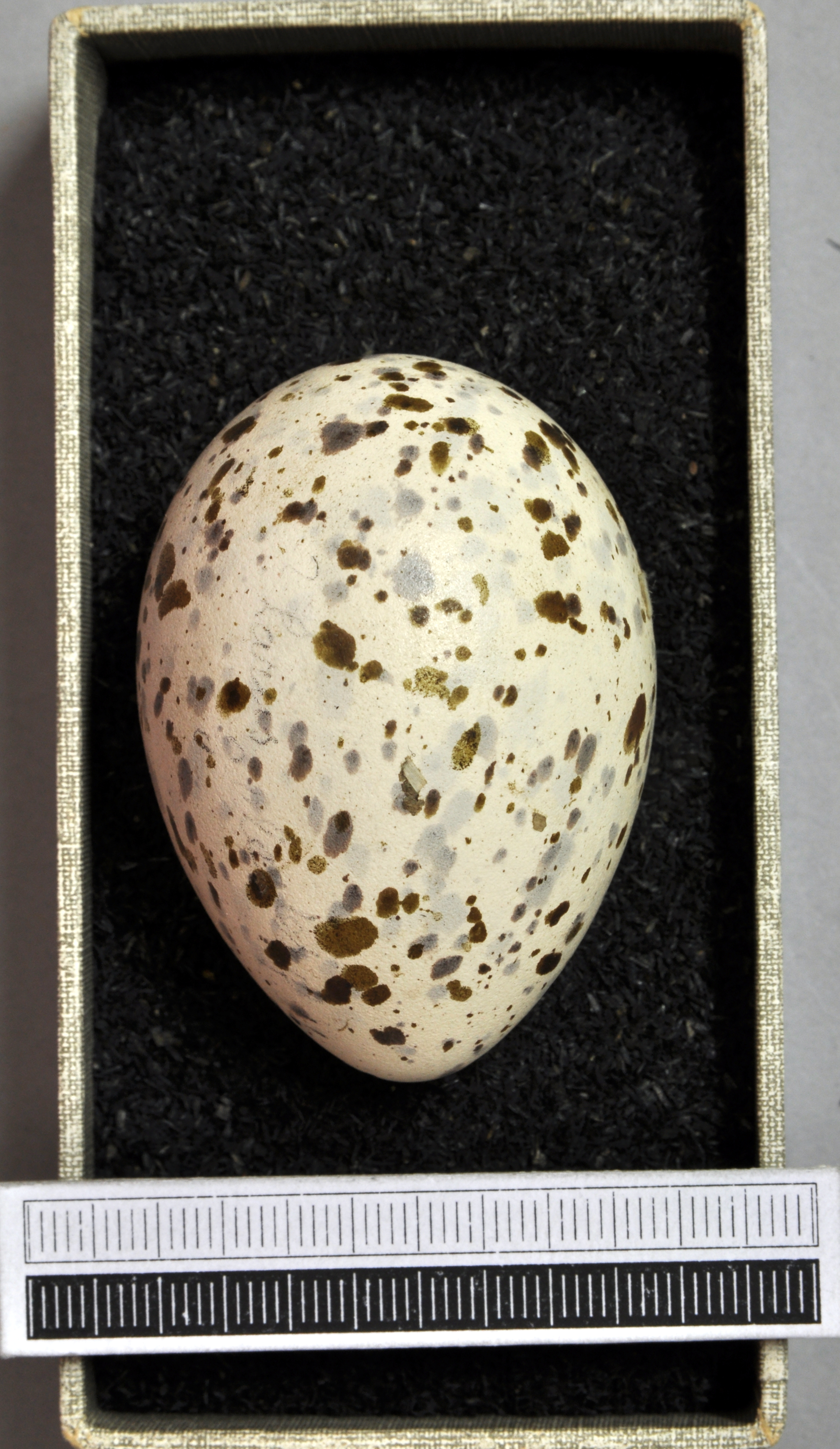
Гніздо в оологічній колекції

До гніздування приступає, як правило, у віці двох років. Моногам. Облігатно-колоніальний вид. Для облаштування колонії тонкодзьобі мартини обирають ділянки, позбавлені або майже позбавлені рослинності; нерідко колонії тяжіють до підвищень мікрорельєфу. Поряд з тонкодзьобими мартинами зазвичай гніздяться чорнодзьобі, рябодзьобі та каспійські крячки, однак у таких змішаних колоніях ці мартини в більшості випадків утворюють компактні моновидові угруповання. Сусідства з жовтоногим мартином вони явно уникають. Величина колоній варіює від кількох до кількох сотень і навіть тисяч гнізд. Щільність гніздування дуже виллика — на Сиваші середня відстань між центрами сусідніх гнізд становить 0,42 м.
Будівництво гнізда й охорона його починаються тільки за 2-3 дні до відкладання яєць. Гніздо — зазвичай масивна споруда з сухих водоростей, гілочок солянцю та іншого рослинного матеріалу. Краї гнізд у період насиджування завжди забруднені послідом. Розміри гнізд на Сивашу (мм): діаметр гнізд — 255—340 (у середньому 293), діаметр лотка — 155—240 (185), глибина лотка — 25-52 (34). Перші кладки з'являються в період від середини квітня до початку травня.
У повній кладці 1-5, частіше всього 2-3 яйця. Їх середні розміри на Молочному лимані становлять в середньому 53,9×38,3 мм. Насиджують кладку обидва птахи, але більшою мірою самка. Тривалість періоду насиджування 21-22 дня. У вигодовуванні пташеня беруть участь обидва батьків. Виводки зазвичай залишають гніздо через 3 доби після вилуплення старшого пташеняти. Після залишення колонії виводки збираються в так звані «ясла» — великі зграї пташенят, біля яких постійно перебуває й декілька дорослих птахів. Такі ясла нерідко нараховують декілька сотень і навіть тисяч пташенят. На крило молоді птахи піднімаються у віці 33-37 днів. Батьки догодовують пташенят і після залишення колонії.

## Живлення
Трофічно більше пов'язаний з водоймами, ніж із суходолом. Основні місця пошуку їжі — мілководні лагуни, де ці птахи здобувають дрібну рибу (хамсу, атеринок, бичків, морських голок) і безхребетних (креветок, морських тарганів); прісноводні болітця, де вони збирають мотиля та інших личинок комах, а також дуже солоні водойми — місця для пошуків зяброногих рачків артемій (Artemia salina). Іноді здобуває на прибережних ділянках степу саранових та інших комах. Радіус розльоту за поживою може сягати 15-20 км. Рибу і водних безхребетних тонкодзьобі мартини ловлять, або блукаючи по мілководдю, як кулики, або плаваючи по воді, витягнувши шию вперед шию і роблячи кидки головою за здобиччю. Нерідко вони злітають або злегка вистрибують з води і пірнають, занурюючись у воду по крила.

## Загрози та охорона
Гнізда нерідко гинуть від затоплення в результаті нагінних вітрів і штормів. Певну шкоду колоніям можуть наносити жовтоногі і середземноморські мартини. Мартин тонкодзьобий перебуває під охороною відповідно до Угоди про збереження афро-євразійських мігруючих водно-болотних птахів.

## Етимологія
Вид названий на честь італійського натураліста Карло Джузеппе Жене.